# Sainte-Rose (Reunion)
Sainte-Rose – miasto na Reunionie (departament zamorski Francji). Według danych INSEE w 2019 roku liczyło 6422 mieszkańców.

## Przypisy

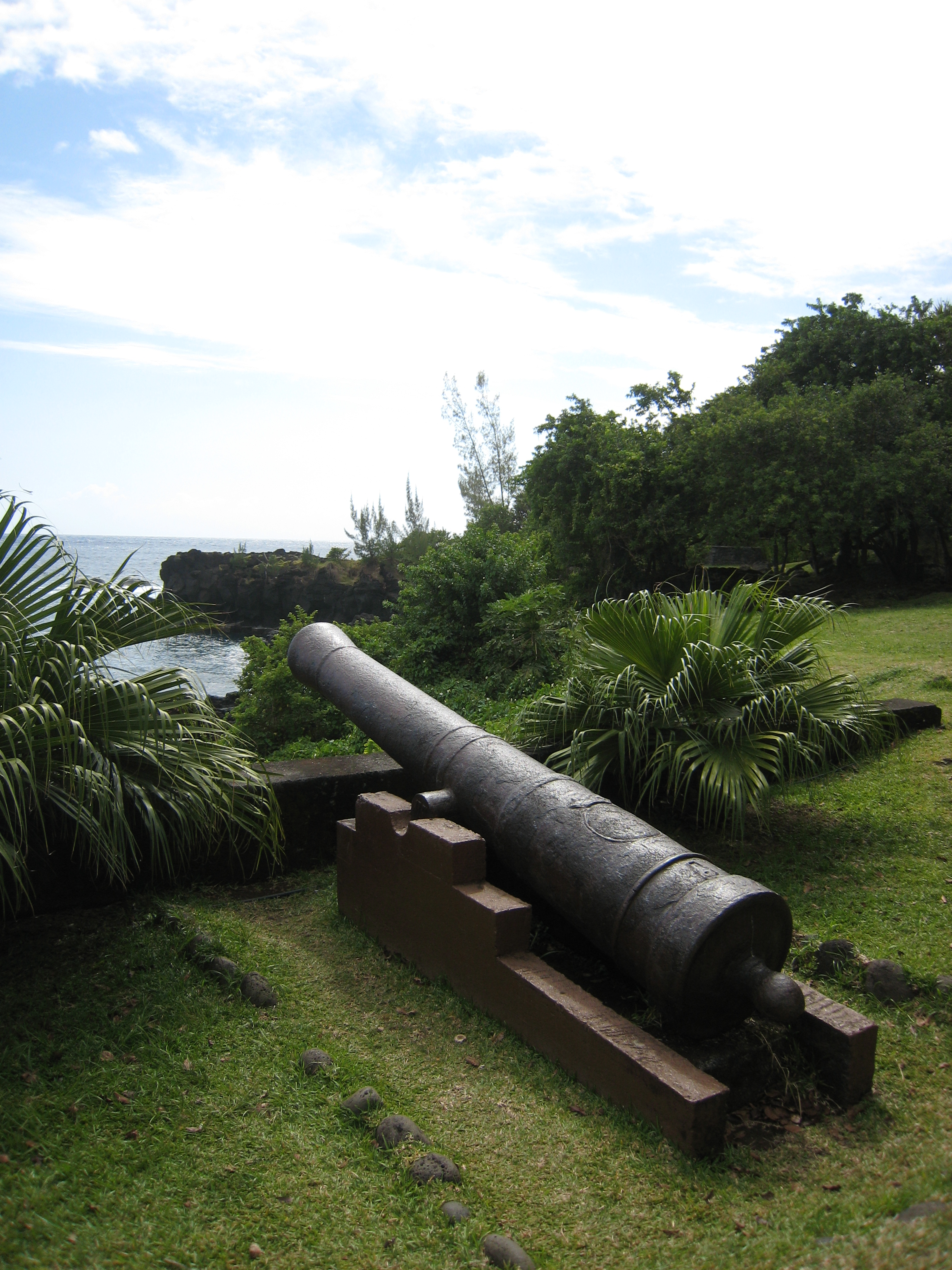
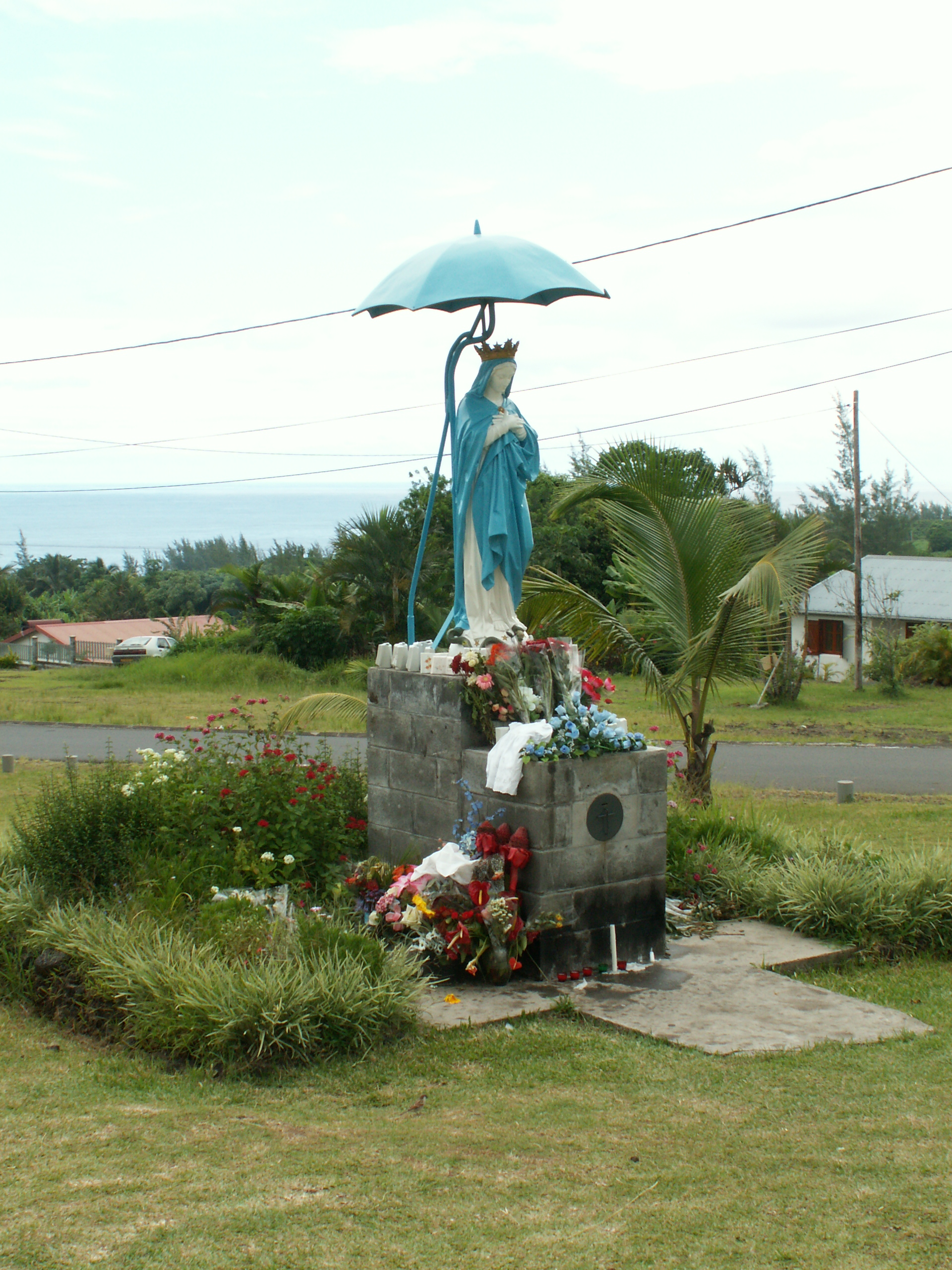
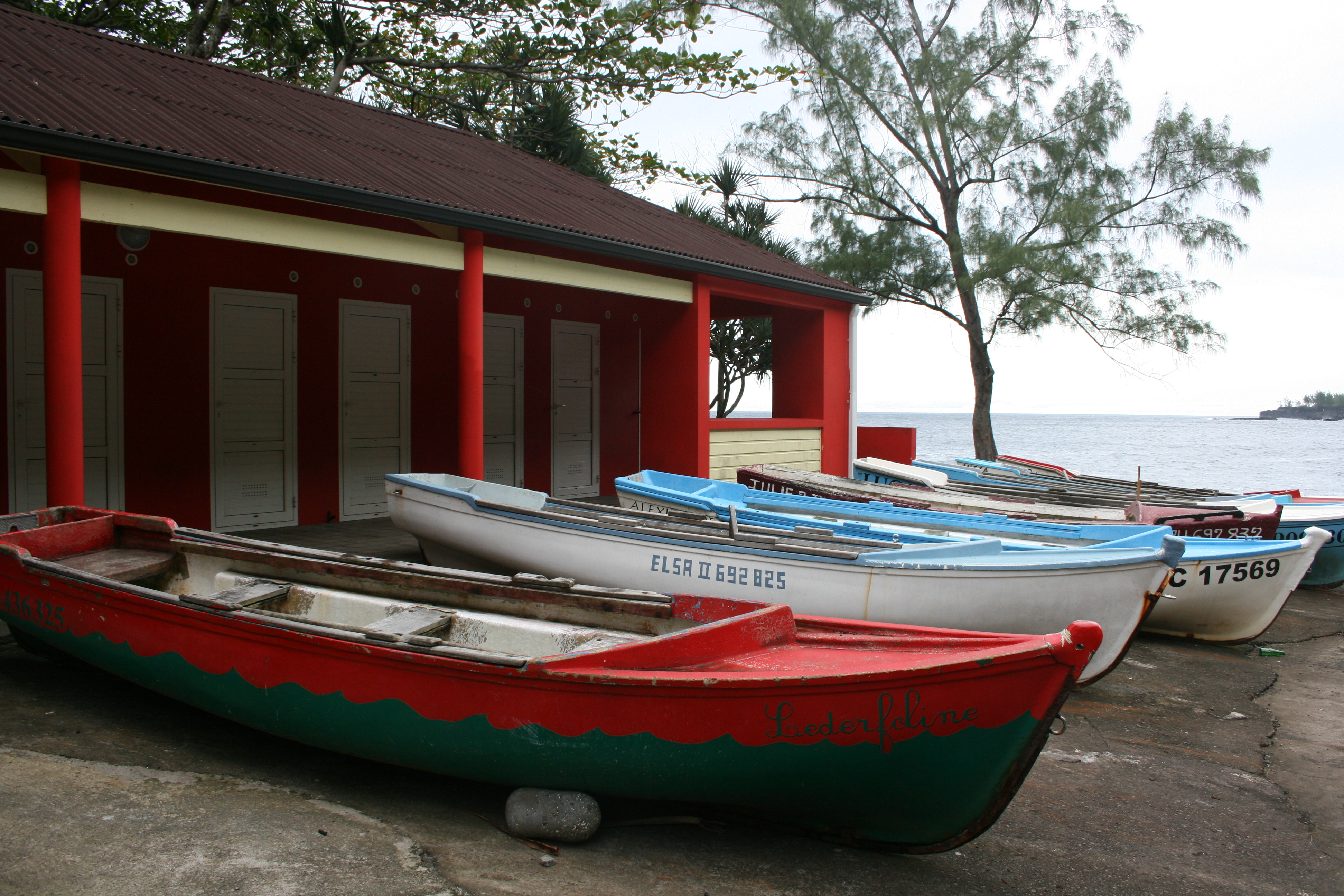
Łodzie rybackie
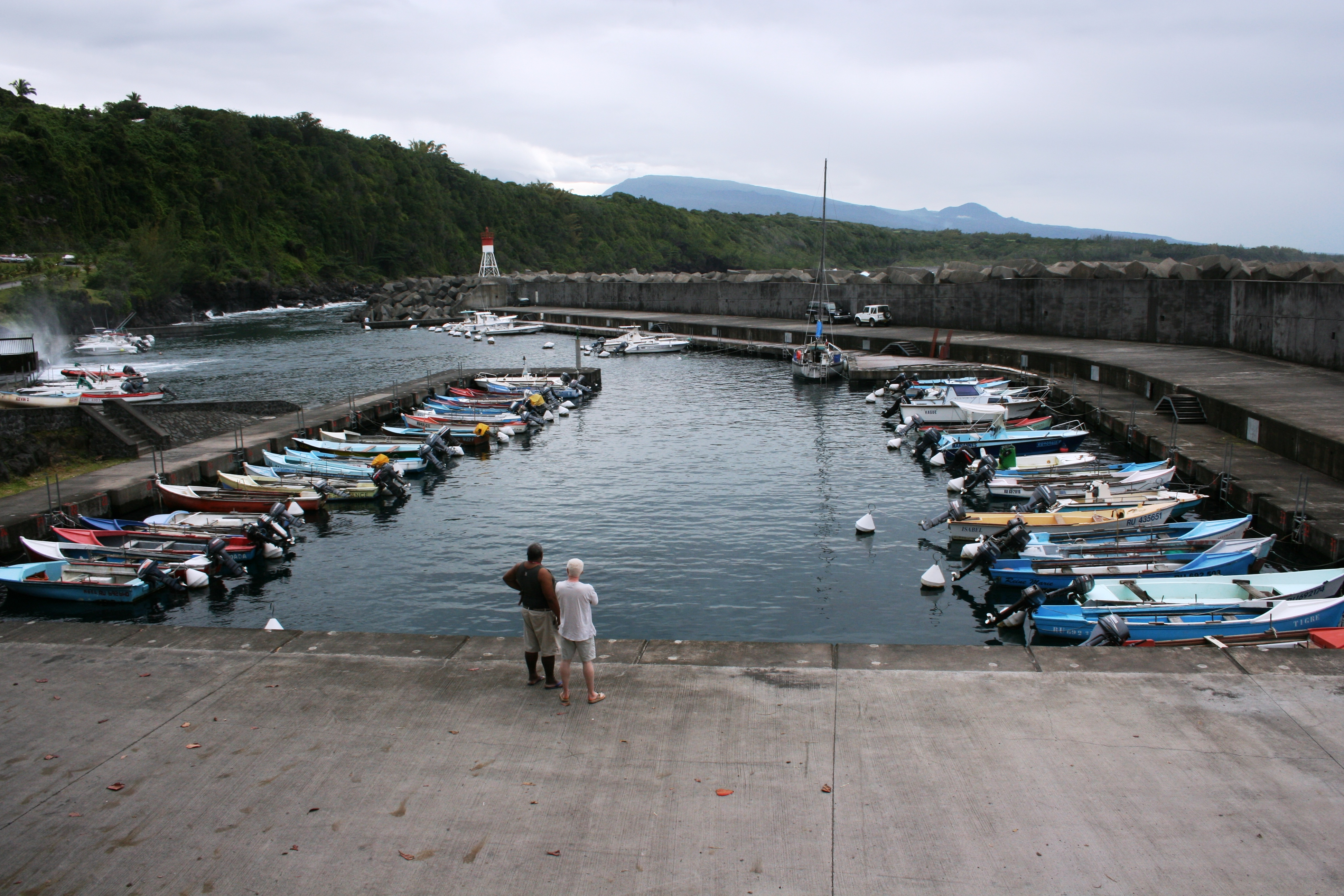
Port
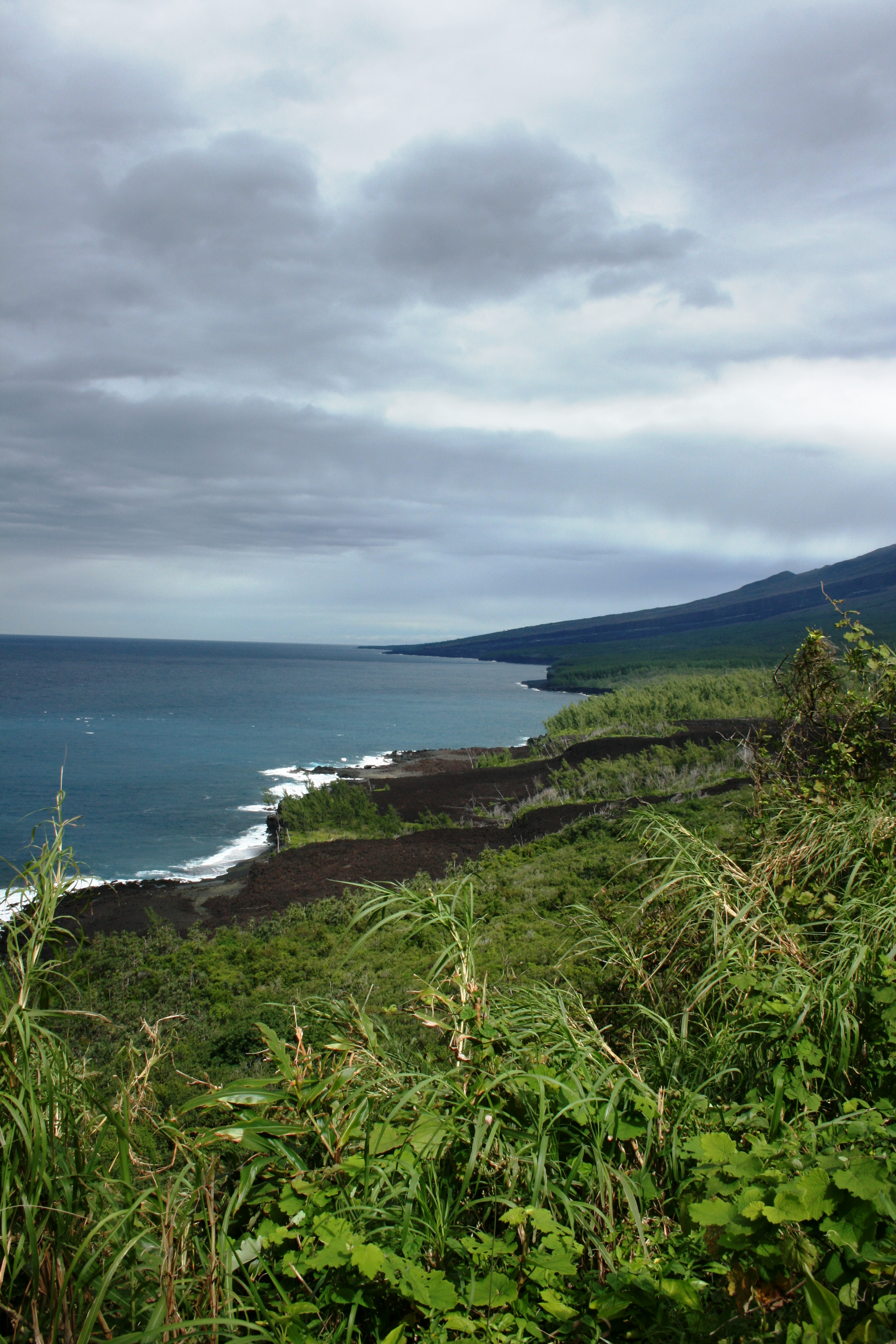
Grande Brulée
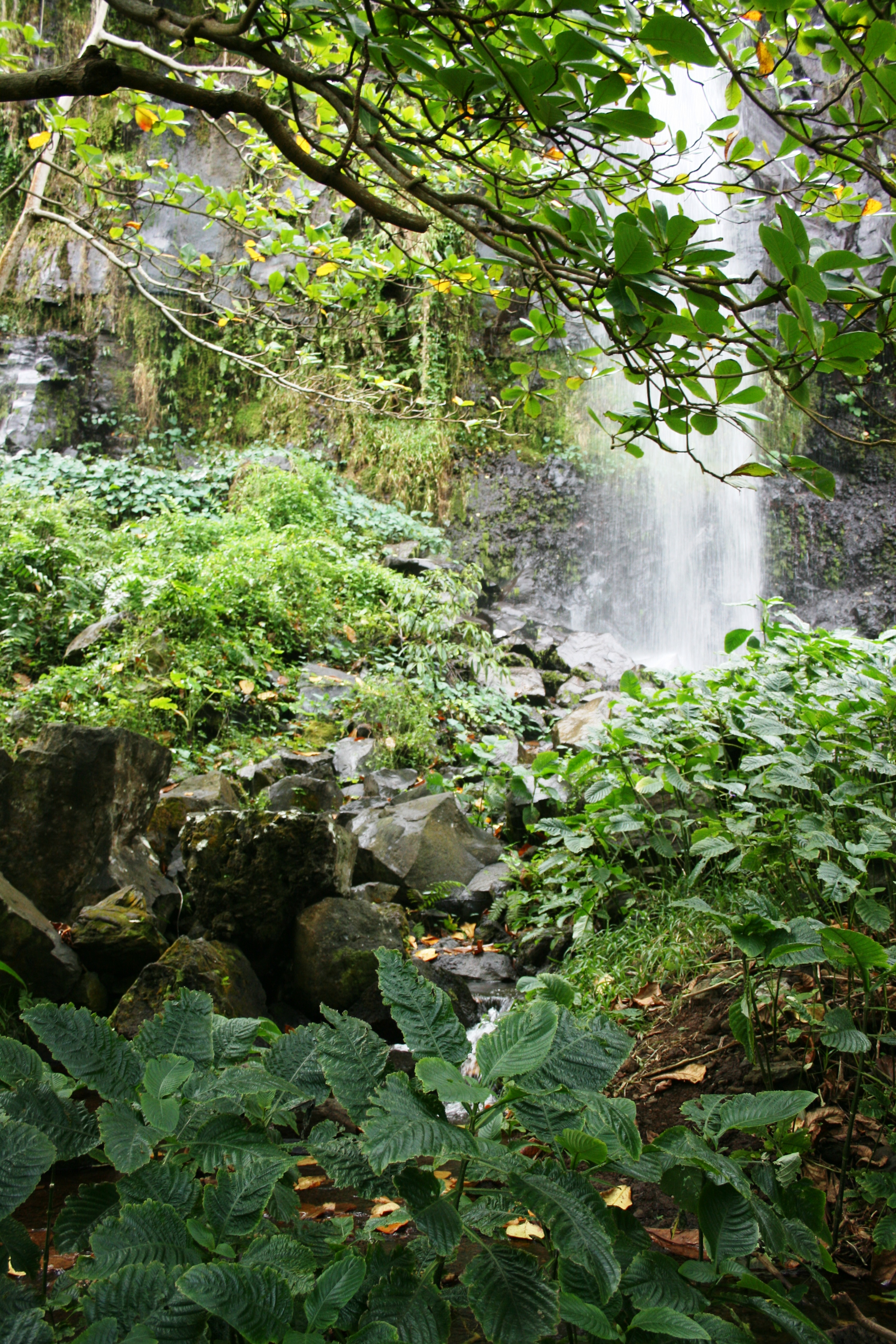
Wodospad